# Уэльские кале

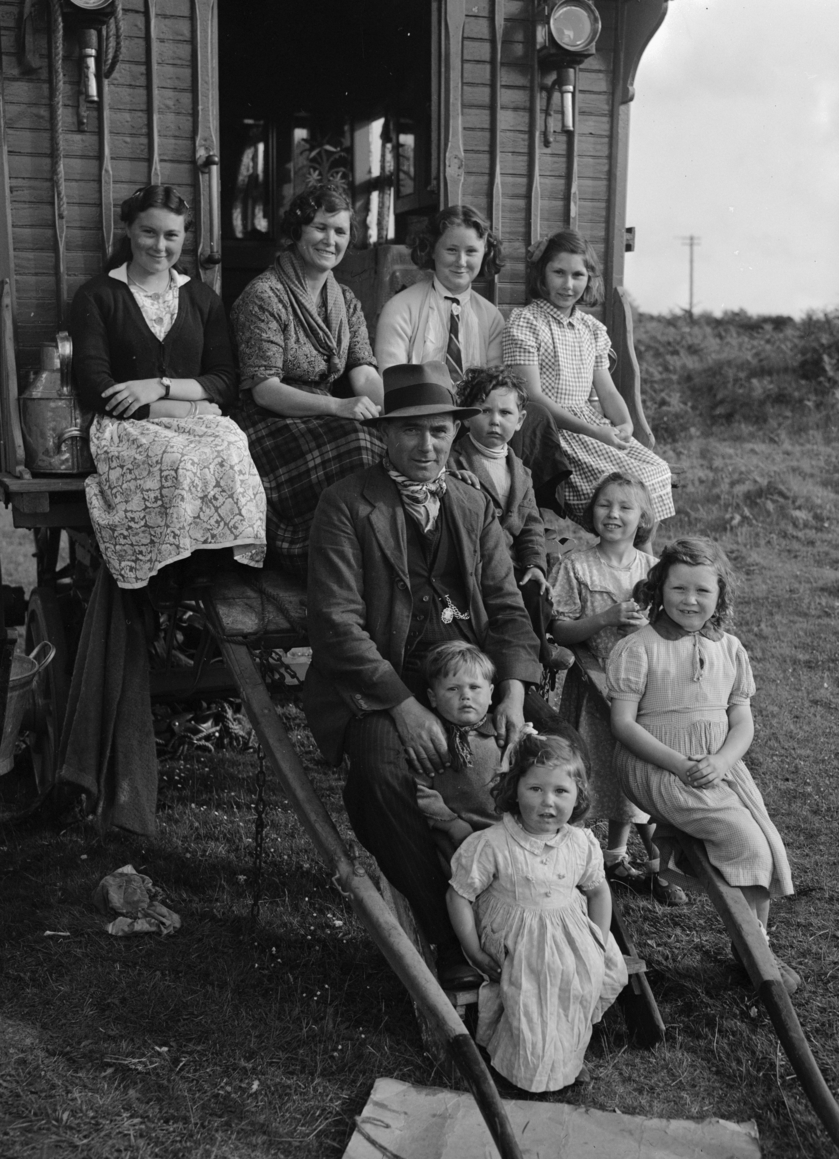
Семья уэльских кале. Фотография 1951 года

Цыгане в Уэльсе (англ. Welsh Romanies), или уэльские кале — этническая группа лиц цыганского происхождения, проживающая на территории Уэльса.
Первые цыгане прибыли сюда в XV веке . Многие ведут своё происхождение от цыганского барона Абрама Вуда, который был первым цыганом, постоянно проживающим только на территории Уэльса в начале XVIII века. Ранее использовали племенную структуру, в которой группа из нескольких семей подчинялась одному мужчине. Однако некоторые семьи уэльских кале являются матриархальными, и старшая женщина в них выбирается консенсусом среди других женщин семьи.
По вероисповеданию — христиане. Говорят на английском и валлийско-цыганском языках. Численность уэльских кале неизвестна.
Первоначально валлийско-цыганский и англо-цыганский диалекты среди романичел составляли общий язык британских цыган. Валлийско- и англо-цыганские языки имеют тесные связи с цыганскими диалектами, на которых говорят во Франции, Германии, странах Скандинавии, Испании, Польше, на севере России и в Прибалтике. Эти диалекты ведут происхождение от первой волны цыганских иммигрантов в западную, северную и южную Европу в позднем средневековье.
Валлийско-цыганский язык в настоящее время считается вымершим. Его использование прослеживается среди уэльских кале на севере Уэльса до 1950 года. На юге Уэльса в конце XIX века возник синкретический диалект на основе цыганского и английского языков с заимствованиями из арабского, иранского, греческого, румынского, немецкого, французского и валлийского языков. Подобное разнообразие указывают на длительный маршрут уэльских кале до их появления в Уэльсе.
Сохраняя кочевой образ жизни, уэльские кале переняли ряд аспектов валлийской культуры, включая обращение в христианство, взятие валлийских фамилий и участие в региональном и национальном эйстетводах. Уэльский кале Джон Роберт Льюис, муж внучки Абрама Вуда, трижды побеждал в соревнованиях по игре на валлийской арфе на национальных фестивалях за 1842, 1848 и 1850 годы.
Другой потомок Абрама Вуда, Джон Робертс , заслужил прозвище «первого арфиста Уэльса» и научил всю свою семью игре на различных валлийских инструментах. Его знаменитая карьера завершилась выступлением перед королевой Викторией в зале Пале 24 августа 1889 года по случаю Королевского визита в Уэльс. Джон Робертс и девять его сыновей играли для королевы на валлийских арфах.